# Josephine Alhanko
Josephine Elisabeth Larissa Alhanko Ljungberg, född 24 april 1981 i Stockholm, är en svensk skådespelare och företagare som 2006 blev Fröken Sverige.
Alhanko tog privatlektioner för skådespelaren Anita Wall, för att sedan studera vid Teaterhögskolan i Stockholm varifrån hon utexaminerades 2006. År 2006 utsågs Alhanko till Fröken Sverige och kvalificerade sig till topp 20 i Miss Universum. Den 21 april 2007 krönte hon den nya Fröken Sverige Isabel Lestapier Winqvist.[källa behövs]
Josephine Alhanko driver ett enmansföretag inom turistnäringen. Hon är systerdotter till ballerinan Anneli Alhanko.

## Filmografi
- 2002 – Dieselråttor och sjömansmöss (TV-serie)
- 2002 – En av oss
- 2004 – Första intrycket
- 2005 – Världarnas bok (TV-serie)
- 2012 – Irene Huss – Jagat vittne
- 2012 – Äkta människor (TV-serie)

## Teater

### Roller (ej komplett)
| År   | Roll                                               | Produktion                                                             | Regi            | Teater   |
| ---- | -------------------------------------------------- | ---------------------------------------------------------------------- | --------------- | -------- |
| 2005 | Rågflickan Nyttoväxt Backabarn Tomtebobarn Julbock | Petter och Lotta och stora landsvägen Lucas Svensson efter Elsa Beskow | Carolina Frände | Dramaten |
| 2012 | Journalisten                                       | Scener ur ett äktenskap Ingmar Bergman                                 | Stefan Larsson  | Dramaten |
| 2012 | En ung skådespelerska Fröken Hanna Schwartz        | Fanny och Alexander Ingmar Bergman                                     | Stefan Larsson  | Dramaten |